# 平川河 (武平)
平川河，位于中华人民共和国福建省武平县境内，是中山河左岸支流，发源于武平县万安镇当风岭西北的山坑尾，蜿蜒向南流经白连塘水库、鱼溪尾、万安镇治、武平县城平川镇等村镇，最后于中山镇麻姑墩汇入中山河。河长29.9千米，落差550米，流域面积194.4平方千米。